# 学術出版社のランキング
学術出版社のランキング（がくじゅつしゅっぱんしゃのランキング、英：Rankings of academic publishers）は、各国の学術論文の出版社や出版グループをランキングしているもの。
ランキング化のアプローチはいくつかある。ランキングは、学術コミュニティの主観的な印象、学会の賞受賞者の分析、出版社の評判、インパクトファクター(特に科学分野)などに依存している。

## ランキングの課題
出版物は多くの場合、出版された媒体によって、内容の質よりも判断されることがある。この傾向はライデン・マニフェストやサンフランシスコ宣言などで批判されている。マニフェストによると、「科学技術指標は概念的なあいまいさと不確実性を含み、広く受け入れられていない強い前提を必要とする。例えば引用数の意味は長らく議論されてきた。したがって、複数の指標を用いるのがベストプラクティスであり、より強固で多様性のある全体像を提供する」。さらに、方法論の質と信頼性の研究では、「複数の分野における発表論文の信頼性は、ジャーナルのランクが上がるにつれて低下する傾向がある」ことがわかっている。これは一般的な期待とは反対の結果である.。学術コミュニティへの貢献度合いを比較した調査では、Janice S. Lewisは、大学図書館員は商業出版社よりも大学出版会社の方を高く評価しているが、政治学会のメンバーとは評価が異なることを明らかにした。オーストラリア国立図書館のコリン・スティールによると、「タイトル別の出版社ランキングは、ある大学出版会社が特定分野では強いが全分野にわたって強いわけではないことを考慮しない」。ランキングは分野によって大きく異なる可能性がある。

## オーストラリア政治学ランキング
オーストラリア政治学会(APSA)は、書籍とジャーナルの両方の出版を考慮して、学術出版社のランキングを発表している[1]。2007年の最上位(A+)の出版社は以下の通りである。
2007年の最上位(A+)の出版社は以下の通りである。
- ケンブリッジ大学出版局
- シカゴ大学出版局
- コロンビア大学出版局
- ハーバード大学出版局
- マサチューセッツ工科大学出版局
- オックスフォード大学出版局/クラレンドン(イギリス/アメリカ)
- プリンストン大学出版局
- スタンフォード大学出版局
- カリフォルニア大学出版局
- エール大学出版局

2007年の2番目のグループ(A)の出版社は以下の通りである。
- アルフレッド・A・クノップ
- アレン&アンウィン
- コーネル大学出版局
- デューク大学出版局
- エドワード・エルガー
- エルゼビア・サイエンス
- IPA、ワルシャワ
- ジョンズ・ホプキンス大学出版局
- クルーガー
- マンチェスター大学出版局
- メルボルン大学出版局
- ニューヨーク大学出版局
- パルグレイブ・マクミラン(イギリス&オーストラリア)、St. Martin's Press(アメリカ)
- ポリティコズ
- ポリティ・プレス
- ラウトレッジ (テイラー&フランシス)
- SAGE出版
- サイエンス・パブリッシャーズ
- ペンシルベニア大学出版局
- ミシガン大学出版局
- ミネソタ大学出版局
- ニューサウスウェールズ大学出版局
- トロント大学出版局
- WHO/EDM、ジュネーブ
- ウィリー・ブラックウェル
- AP、ロンドン
- ベーシック・ブックス、ニューヨーク
- ブラックウェル、オックスフォード
- クラレンドン・プレス、グロスタシャー、イギリス
- CRC、ヘント、ベルギー
- CRC、ニューヨーク
- ハーパー&ロウ、ニューヨーク
- ジョン・ウィリー&サンズ、ウェストサセックス、イギリス
- パーガモン・プレス、オックスフォード/アムステルダム
- プレンティスホール、イーグルウッドクリフス、アメリカ
- ランダムハウス、ニューヨーク
- スプリンジャー、ロンドン/ベルリン

## SENSEランキング
環境の社会経済学および自然科学研究学校(SENSE研究学校)は、2006年から2022年まで毎年、学術出版社のランキングを発表していた。このランキングは内部利用を目的としたもので、現在は公開されていない。

## スペイン国立研究評議会ランキング
2012年と2014年に、スペイン国立研究評議会は、スペインの学者11,864人に対し、国際600社以上およびスペイン語500社の出版社から最も権威のある10の学術出版社を選ぶよう依頼した。2,731件の回答があり、回答率は23.05%だった。結果は加重平均を用いて集計された。結果は以下の通りだった。
- ケンブリッジ大学出版局
- オックスフォード大学出版局
- スプリンジャー・ネイチャー
- ラウトレッジ
- エルゼビア
- ピーター・ラング
- トムソン・ロイター
- ブラックウェル
- デ・グロイター
- マグロウヒル[15]

出版社の出版実績を定量的に評価するために、グラナダ大学関連の研究グループは、トムソン・ロイターのBook Citation Indexに基づいた方法論を作成した。出版社の定量的重みは、出版実績、影響力(被引用数)、出版社のプロフィールに基づいている。グラナダの研究によると、上位10社は以下の通り:
- スプリンジャー
- パルグレーブ・マクミラン
- ラウトレッジ
- ケンブリッジ大学出版局
- エルゼビア
- ノヴァ・サイエンス・パブリッシャーズ
- エドワード・エルガー
- インフォメーション・エイジ・パブリッシング
- プリンストン大学出版局
- カリフォルニア大学出版局

ニューサウスウェールズ大学の研究影響度測定サービス(RIMS)は、書籍出版社のビブリオメトリック比較の定量的方法論を提示した.

。American Society for Information Science and Technologyの論文で、Howard D. Whiteらは「人文社会科学分野の書籍中心の研究組織を評価するためのビブリオメトリック指標は、科学技術分野のジャーナル中心に比べて未発達である」と述べた。RIMSは、国立あるいは国際的な総合目録に記載されたある書籍を所持する図書館数を「リブサイテーション数」としてカウントする方法を提案した。関連文献では、研究組織あるいは出版社の出版実績の比較が研究対象となった。Whiteらは次のように述べている。
リブサイテーション数は、図書館員の判断を反映し、出版物が読者の多様なニーズにどの程度有用かを示す。したがって、リブサイテーション指標は、既定の基準における出版物の価値を区別する被引用指標と似ている。この指標は、図書館員から相対的に幅広い訴求力があるとみなされる著者を評価する。ある書籍の絶対的な訴求力は、それを所持する図書館数を単純にカウントすることで判断できるが、主題分類内の他の書籍との関係でも判断できる。
RIMSによると、リブサイテーションは、出版社の権威、レビュアーの意見、著者の評判について図書館員が知っていることを反映している。